# Biltseweg (Soest)
De Biltseweg is een deel van de Provinciale weg 234 in de provincie Utrecht tussen Landgoed Pijnenburg en Soest, nabij paleis Soestdijk.
Voor 1950 heette deze verbinding de Utrechtseweg. Deze straatweg werd aangelegd naast de in 1398 gegraven Praamgracht. Zo kon de turf uit het Soesterveen vervoerd worden naar de rivier de Eem. Rond 1815 werd de weg verbreed en kwam over het gebied van landgoed Pijnenburg. Omdat de destijdse eigenaar het verwachte drukke verkeer niet in de zichtas van zijn buitenhuis wilde hebben, werd ter hoogte van villa Pijnenburg een bocht in de Biltseweg gelegd. Het grootste gedeelte van het landgoed Pijnenburg ligt in de gemeente Soest. De meeste woningen en boerderijen aan de weg hebben vroeger behoord tot het landgoed.
De weg zou tevens de gemeentegrens tussen Soest en Baarn vormen.